# Adam Hills

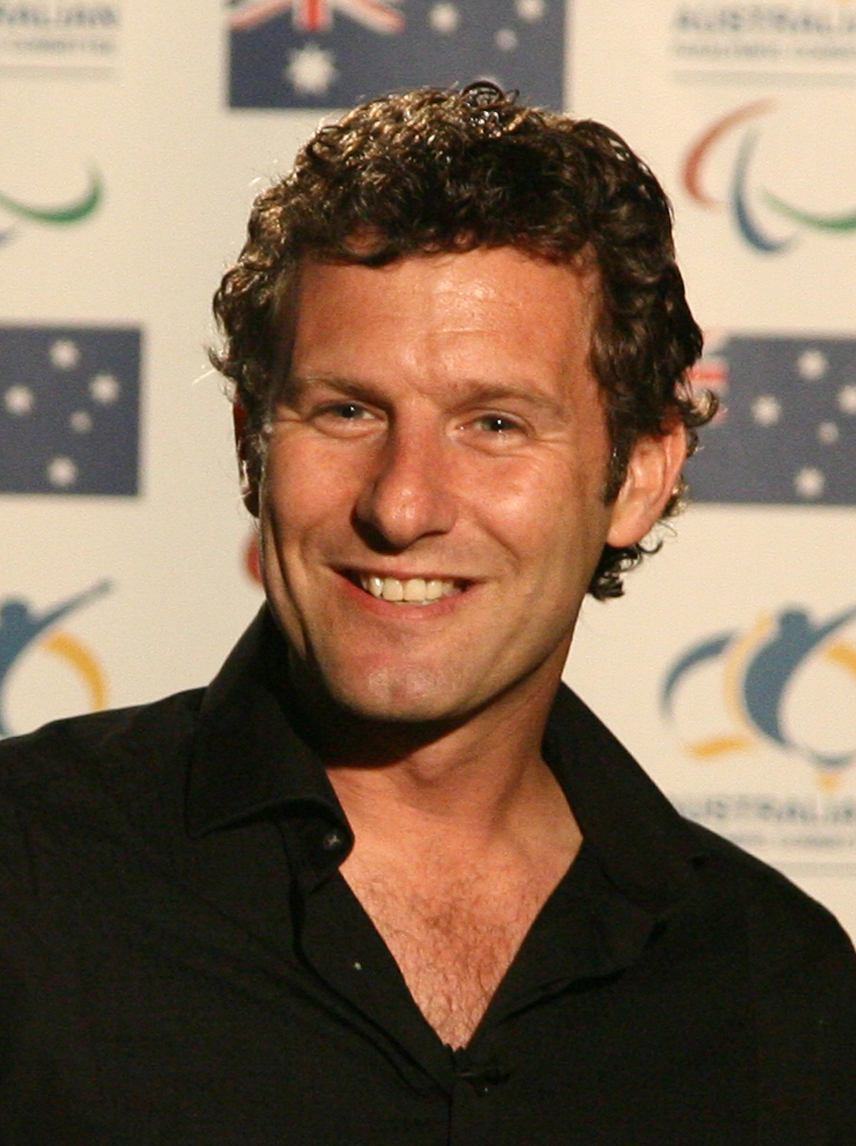
Adam Hills (2008)

Adam Christopher Hills MBE (geboren 10. Juli 1970 in Sydney) ist ein australischer Komiker und Fernsehmoderator.

## Comedy
Seinen ersten Auftritt hatte Hills im Alter von 19 Jahren im Sydney Comedy Store. Mitte der 90er Jahre, nachdem er einige Zeit beim Frühstücksradio gearbeitet hatte, beschloss er, sich ganz auf Live-Auftritte als Comedian zu konzentrieren. 1997 hatte sein erstes Solo-Programm Stand up and Deliver Premiere. Der Titel seines vierten Programms, Go You Big Red Fire Engine, entstand 1999 bei einem Auftritt in Melbourne. Hills forderte einen Mann aus dem Publikum auf, seinen Namen zu rufen, den dann das gesamte Publikum laut wiederholen sollte. Der Mann rief allerdings stattdessen: „Go you big red fire engine!“ (etwa: „Los, du großes rotes Feuerwehrauto!“) Daraus entwickelte sich seitens des Publikums ein Sprechgesang, was Hills so begeisterte, dass er beschloss, sein nächstes Programm danach zu benennen.
Hills wurde auch außerhalb Australiens bekannt, da er ebenso in Kanada, den USA und Großbritannien auftritt. Er wurde dreimal für den schottischen Perrier Comedy Award nominiert. Bei seinen Auftritten thematisiert er häufig die kulturellen und dialektalen Unterschiede der englischsprachigen Länder und imitiert deren jeweiligen Akzent. Bisweilen betrachtet er allerdings auch die Sprache und Kultur anderer Europäer, etwa Schweden, Holländer und Franzosen.
Seit bei einer seiner Shows in Adelaide Gehörlose im Publikum waren und er einen Gebärdensprachdolmetscher neben sich auf der Bühne hatte, setzt er regelmäßig Gebärdensprachdolmetscher bei seinen Auftritten ein, da er dies auch für das hörende Publikum für eine unterhaltsame und bereichernde Erfahrung hält. Auch die Eigenheiten der Gebärdensprache baut er seither in sein Programm ein.

## Fernsehen
Hills ist in Australien für seine Musik-Show Spicks and Specks bekannt, die er seit der Premiere 2005 moderiert. Er ist auch einigen anderen australischen Shows aufgetreten und darüber hinaus auch im britischen Fernsehen, etwa Mock the Week. Hills, der selbst für den australischen Fernsehpreis Gold Logie nominiert war, war 2007 einer der Moderatoren der Logie-Award-Verleihung. Im Sommer 2008 moderierte er für ABC die Übertragung der Paralympics. Ab 2011 soll er auf ABC eine eigene wöchentliche Talkshow mit dem Titel Adam Hills In Gordon Street Tonight moderieren.

## Privatleben
Hills kam ohne rechten Fuß zur Welt und trägt daher eine Prothese. Nachdem er bereits über ein Jahrzehnt als Comedian aufgetreten war, begann er, das auch in seine Programme einzubauen. In früheren Jahren hatte er sich damit zurückgehalten, weil er nicht als der „einbeinige Comedian“ bekannt werden wollte. Bei einigen Auftritten hat er seine Prothese sogar abgenommen und zwecks „Stage Diving“ ins Publikum gereicht.
Hills studierte Kommunikation an der Macquarie University in Sydney und schloss sein Studium 1991 mit dem Bachelor of Arts ab. Er ist seit Dezember 2009 mit der Opernsängerin Ali McGregor verheiratet. Ihre gemeinsame Tochter Beatrice Pearl kam 2010 zur Welt.

## Soloshows
- Stand Up and Deliver (1997)
- Life Is Good (1998)
- My Own Little World (1999)
- Goody Two Shoes (2000)
- Go You Big Red Fire Engine (2001) – nominiert für den Perrier Comedy Award
- Happy Feet (2002) – nominiert für den Perrier Comedy Award
- Cut Loose (2003) – nominiert für den Perrier Comedy Award
- Go You Big Red Fire Engine 2: Judgement Day (2004)
- Characterful (2006)
- Joymonger (2007)
- Inflatable (2009)
- Mess Around (2010)